# Medallero de la Unión Europea en las Olimpiadas 2004
|    | Nombre del CON  | Oro | Plata | Bronce | Total |
| -- | --------------- | --- | ----- | ------ | ----- |
| 1  | Alemania        | 14  | 16    | 18     | 48    |
| 2  | Francia         | 11  | 9     | 13     | 33    |
| 3  | Italia          | 10  | 11    | 11     | 32    |
| 4  | Reino Unido     | 9   | 9     | 12     | 30    |
| 5  | Hungría         | 8   | 6     | 3      | 17    |
| 6  | Grecia          | 6   | 6     | 4      | 16    |
| 7  | Países Bajos    | 4   | 9     | 9      | 22    |
| 8  | Suecia          | 4   | 1     | 2      | 7     |
| 9  | España          | 3   | 11    | 5      | 19    |
| 10 | Polonia         | 3   | 2     | 5      | 10    |
| 11 | Austria         | 2   | 4     | 1      | 7     |
| 12 | Eslovaquia      | 2   | 2     | 2      | 6     |
| 13 | Dinamarca       | 2   |       | 6      | 8     |
| 14 | República Checa | 1   | 3     | 4      | 8     |
| 15 | Lituania        | 1   | 2     |        | 3     |
| 16 | Bélgica         | 1   |       | 2      | 3     |
| 17 | Irlanda         | 1   |       |        | 1     |
| 18 | Letonia         |     | 4     |        | 4     |
| 19 | Portugal        |     | 2     | 1      | 3     |
| 20 | Finlandia       |     | 2     |        | 2     |
| 21 | Eslovenia       |     | 1     | 3      | 4     |
| 22 | Estonia         |     | 1     | 2      | 3     |
|    | Chipre          |     |       |        |       |
|    | Luxemburgo      |     |       |        |       |
|    | Malta           |     |       |        |       |
|    | Total CONs UE   | 82  | 101   | 103    | 286   |

Los Estados miembros de la Unión Europea (UE) compiten por separado en los Juegos Olímpicos, como es el caso de las Olimpiadas 2004. En campos como en el de la economía mundial e incluso en la política, la UE cada vez más es tenida en cuenta como un actor por derecho propio, además de, o en lugar de, los Estados miembros individuales. Considerando el carácter de la UE, uno no puede compararla con otras organizaciones internacionales como la OTAN, Mercosur o el G8.
A pesar de ello, es poco factible que algún día los países de la Unión acaben compitiendo bajo una sola bandera en eventos deportivos internacionales. Esto se debe a que esta organización supranacional no es una federación y conserva la individualidad de sus Estados miembros ("Unida en la diversidad" es el lema oficial de la UE). Sin embargo, lo que sí es probable es que se produzca una cooperación reforzada en lo que respecta a la preparación para las Olimpíadas. Sin embargo no está claro el efecto que esto podría tener a la hora de la inscripción de los Estados miembros en las posibles competiciones, pero en todo caso conllevaría numerosas ventajas para ellos. En primer lugar, el medallero de la UE es considerablemente mayor que el de cualquier CON (Comité Olímpico Nacional), aunque también es cierto que de competir la UE como un solo equipo, el número de sus representantes se reduciría notablemente, lo que probablemente haría que el total de medallas obtenidas fuera menor. No obstante, con programas comunitarios adecuados, se podría ayudar a los Estados miembros que obtuvieran peores resultados. Además, las instalaciones de entrenamiento, los entrenadores y los especialistas deportivos se podrían compartir entre los Estados miembros.
Tales cooperaciones reforzadas ya son comunes en otras muchas áreas, y, sin ir más lejos, el fallido Tratado por el que se establece una Constitución para Europa mencionaba el deporte como uno de los campos susceptibles de «acciones complementarias, de apoyo, o de coordinación» a nivel Europeo.

## Política deportiva de la Unión Europea
La política deportiva de la Unión Europea se refiere a las diferentes acciones de dicho organismo internacional en el ámbito deportivo. La Unión Europea desempeña un papel político menor y en su mayoría indirecto en el deporte, ya que se considera que el deporte está fuera de las competencias conferidas por los Estados miembros de la Unión Europea y además el deporte en general se organiza internamente, en un marco europeo a nivel continental (que no es lo mismo que el nivel de la Unión Europea), o globalmente.
En virtud del Tratado de Lisboa, el papel de la UE en el deporte es limitado, porque el artículo 165, apartado 4, establece que los objetivos de la UE en el deporte se limitan a medidas que «excluyen cualquier armonización de las leyes y reglamentos de los Estados miembros». Como tal, la UE no puede adoptar legislación ni ninguna otra medida jurídicamente vinculante, sino que actúa a través de directrices, recomendaciones y financiación para apoyar sus objetivos relacionados con el deporte.